# Mariaeugenia Benato
Mariaeugenia Benato est une joueuse italienne de volley-ball née le 9 janvier 1993 à Bergame. Elle mesure 1,64 m et joue au poste de libero. 

## Clubs
| Club            | Pays   | De        | À         |
| --------------- | ------ | --------- | --------- |
| Volley Bergamo  | Italie | 2005-2006 | 2008-2009 |
| Pallavolo Volta | Italie | 2009-2010 | 2009-2010 |
| Volley San Vito | Italie | 2010-2011 | …         |